# 奧地利的瑪格麗塔 (1567-1633)
奧地利的瑪格麗塔（德語：Margaretha von Österreich，1567年1月25日—1633年7月5日），神聖羅馬皇帝馬克西米利安二世的第五女（第三、四女夭折，形同第三女）。
1582年，瑪格麗塔跟著母親來到西班牙並成為一名貧窮修女會修女。1633年，瑪格麗塔於馬德里去世。